# Panoramahoeve

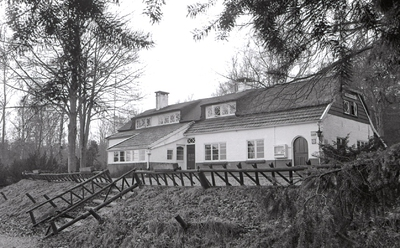
Theehuis De Panoramahoeve. Het gebouw dat in 1977 volledig afbrandde.

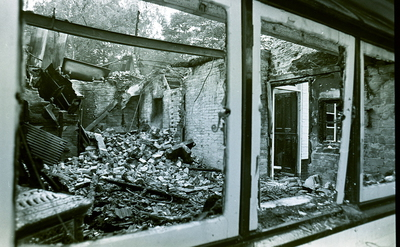
De Panoramahoeve na de brand van 4 september 1977.

De Panoramahoeve is een pannenkoekenhuis in Bennekom. Het werd in 1922 gebouwd, sinds 1929 is er een restaurant gevestigd. Het originele gebouw brandde in 1977 af, waarna de Panoramahoeve werd herbouwd.

## Geschiedenis
De Panoramahoeve werd in 1922 gebouwd in opdracht van Rick Linn en zijn vrouw. Het was een van de eerste moderne bebouwingen op de Dikkenberg ten oosten van Bennekom. De boerderij kreeg de naam Panoramahoeve vanwege het destijds weidse uitzicht over de Veluwe en de Gelderse Vallei (vandaag de dag is dat uitzicht verdwenen door bebossing). De hoeve lag langs een zandweg, in 1932 werd de Dikkenbergweg aangelegd. 
Nicolaas Olman werd in 1929 de eigenaar en begon daar een pension en theehuis. Tijdens de Tweede Wereldoorlog waren er tijdelijk Duitse soldaten ingekwartierd. Van 1938 tot 1976 werd de Panoramahoeve geleid door Kees de Wit en zijn vrouw, de Nederlands-Amerikaanse Goldy Wit – Tilleman. Er werd in die periode vanwege de geloofsovertuiging van De Wit geen alcohol geserveerd. Na de oorlog verviel de pensionfunctie. De Wit bouwde de Panoramahoeve uit tot een etablissement met landelijke bekendheid.
De Panoramahoeve brandde op 4 september 1977 volledig af als gevolg van een schoorsteenbrand. Een jaar eerder had De Wit het restaurant wegens gezondheidsredenen verkocht. Het restaurant werd door de nieuwe eigenaren herbouwd waarbij het terras werd onderkelderd. Op de plek van de moestuin verrees restaurant Het Koetshuis. Tegenover de hoeve waar eerst de fietsenstalling en een waterhuis stonden, werd een grote villa gebouwd, verscholen achter een aarden wal. In 2000 werd besloten om de Zuid-Duitse kledingstijl voor de bediening te veranderen.